# 瀬野一至
瀬野 一至（せの かずし、1999年3月17日 - ）は、山口県出身の俳優。イトーカンパニー所属。

## 略歴・人物
山口県出身。
宇部フロンティア大学付属香川高等学校卒。
関西大学卒。
身長170cm。
趣味は温泉、カラオケ、料理、お菓子作り。特技は弓道（日本一）、乗馬（ライセンス5級）、指懸垂。
小さい頃から芸能界に憧れは抱いていたが、高校の卒業旅行の時にスカウトされたことがきっかけで、俳優という仕事に本格的に興味を持つ。
だが、弓道推薦で関西大学への入学が決まっていたため断り、大学卒業後に俳優の道へ入る。
芳根京子のお芝居に憧れて俳優を始めた。

## 出演作品

### テレビドラマ
- ナンバMG5（2022年、フジテレビ） - 男子高校生 役
- イチケイのカラス〜井出伊織、愛の記録〜（2023年、フジテレビ） - 不良 役
- マルス-ゼロの革命- 第1話（2024年、テレビ朝日） - 橋口丈 役
- 火曜ドラマ / くるり〜誰が私と恋をした?〜（2024年、TBS） - 品川 役
- ドラマプレミア23 / 95 第9話（2024年、テレビ東京） - 星城学院生 役
- ナンバーワン戦隊ゴジュウジャー 第4話（2025年、テレビ朝日） - 猛原太志 役
- 特捜9 final season 第6話（2025年、テレビ朝日） - 内田 役

### テレビ番組
- 形から入ってみた（2023年、TBS）
- 30秒でジャッジ! 絶対に売れそうグランプリ（2025年、TBS）

### 映画
- たぶん杉沢村（2022年） - 山崎大輔 役
- オムニバス短編映画「ツナガル」 第1話（2024年） - 田中駿 役
  - 「傀儡の子」 - シオン
  - 「改札口」 - 長谷川

### 配信ドラマ
- さらば、銃よ 警視庁特別銃装班（2023年、Lemino） - 一ノ瀬健 役
- 透明なわたしたち 第4話（2024年、ABEMA）
- 俺のテントに誰かいる…!（2024年、J:COMチャンネル） - 石上新 役

### MV
- 4na 「某夜〜BOUYA.ver」（2022年） - シュン 役
- アカネサス 「0927」（2022年） - アオト 役
- FANSY 「さよならは告げない」（2023年） - たくや 役
- 浜野はるき
  - 「ギシコイ」（2023年）
  - 「クズやん」（2024年）
- THREE1989 「アイイロ」（2023年）
- aiRina「秋風に乗せて」（2024年）

### 広告
- ブランドムービー「IDホールディングス」（2023年）
- 共立メンテナンス WEB CM「〜やっぱりいいな、ドーミー編」（2024年）
- ムラサキスポーツ モデル（2024年）
- Dynabook Windows 11（2024年）  - 社会人 役